# Siedziba KGB Białorusi w Mińsku
Budynek Komitetu Bezpieczeństwa Państwowego Białorusi – budynek przy prospekcie Niepodległości 17 (ul. Komsomolska 30) w Mińsku. Zbudowany w latach 1945–1947 (architekt M. Parusnikow, G. Badanow). Architektura budynku nawiązuje do klasycyzmu.

## Architektura
Jest to murowany trzy i czterokondygnacyjny budynek z cokołem. Składa się z centralnej części, cofniętej względem linii zabudowy prospektu oraz dwóch bocznych skrzydeł tworzących Cour d’honneur. Lewe skrzydło rozciąga się wzdłuż prospektu Niepodległości, prawe wzdłuż ulicy Komsomolskiej. Centralna część z wejściem jest wyodrębniona ryzalitem z masywnym czterolumnowym portykiem w porządku korynckim.
Lewe skrzydło przylega do budynku dawnego towarzystwa ubezpieczeń rolniczych (dom nr 15/6), wzniesionego w stylu klasycystycznym. Na styku obu budynków znajduje się brama, flankowana na całej wysokości budynku korynckimi kolumnami, które wspierają półkolisty fronton.
Fasada prawego skrzydła zwrócona jest do Prospektu Niepodległości. Boczna fasada, zwrócona w stronę ulicy Komsomolskiej, została przedzielona 4 kolumnami. Na rogu zbudowano ośmiokątny trójpoziomowy belweder (tzw. wieża Canawy, zbudowana specjalnie jako gabinet ministra bezpieczeństwa państwowego BSRR Ławrientija Canawy) ozdobiony pilastrami. Na prawym skrzydle znajduje się klub im. Feliksa Dzierżyńskiego.

## Areszt Śledczy KGB „Amerykanka”
Na dziedzińcu za siedzibą KGB znajduje się okrągły budynek aresztu śledczego zwany „Okrąglakiem” lub „Amerykanką”. Został wybudowany w latach 20. XX w. Składa się z 18 cel rozmieszczonych w obrysie koła. W środku znajdują się kręcone schody. Po II wojnie światowej wieżę obniżono, aby nie była widoczna zza budynku siedziby KGB.

## Galeria

Galeria
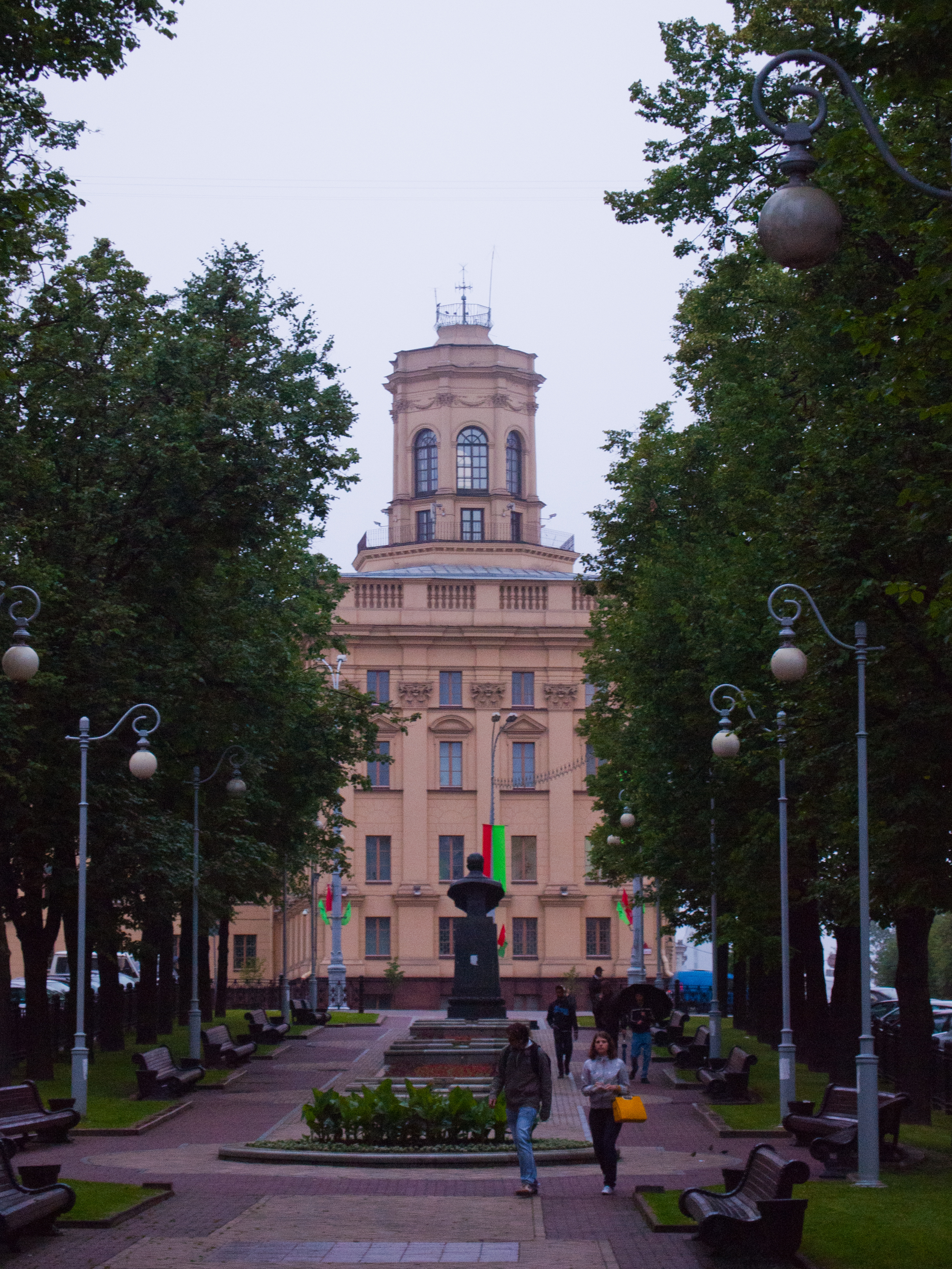
Belweder na prawym skrzydle zamyka perspektywę bulwaru na ulicy Komsomolskiej
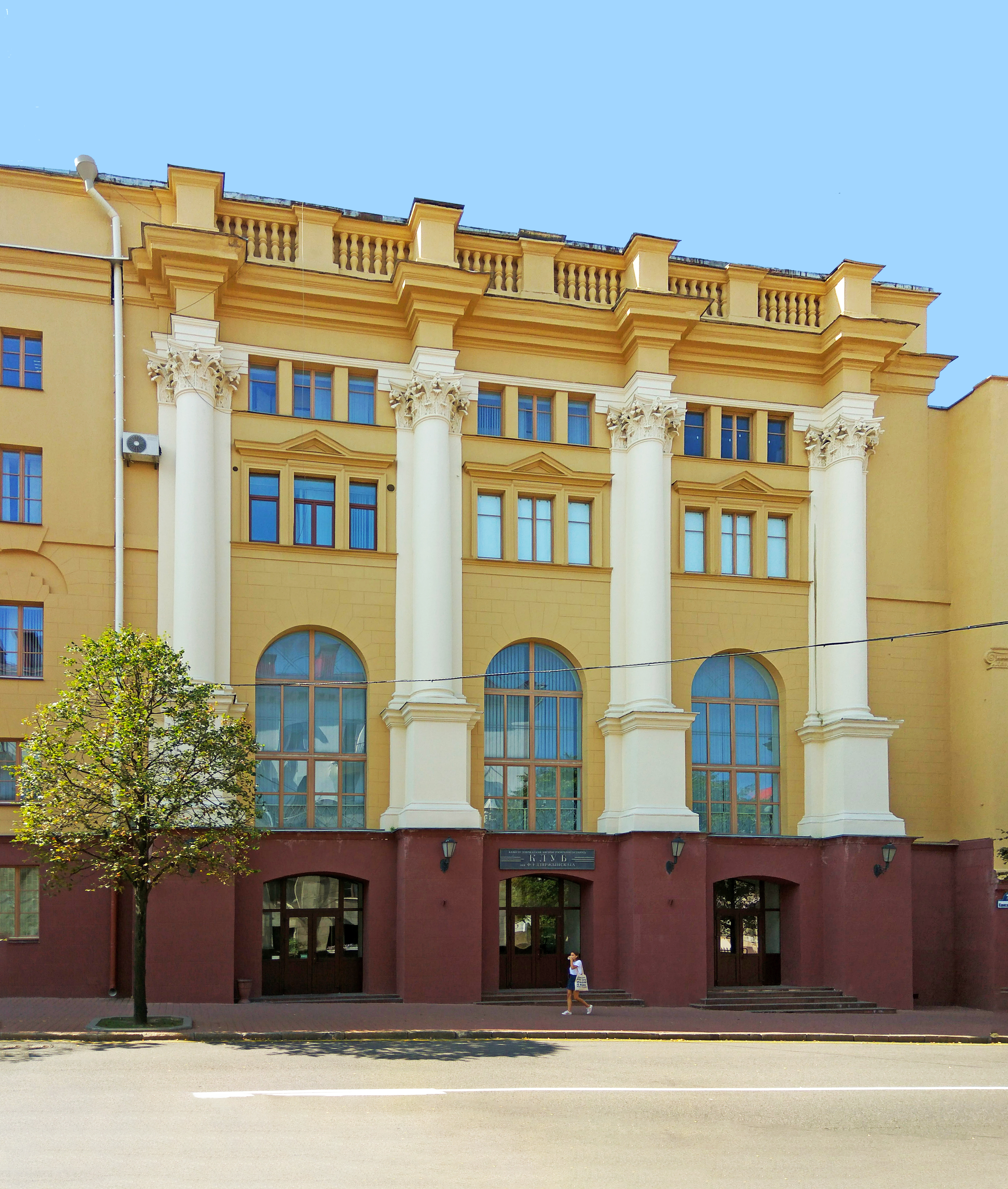
Klub Dzierżyńskiego